# Ulrica Eleonora Rålamb
Ulrica Eleonora Rålamb, född von Düben 19 augusti 1769, död 9 februari 1847 i Strängnäs, Södermanlands län, var en politiskt aktiv svensk grevinna. 

## Biografi
Ulrica Eleonora Rålamb var dotter till greve Carl Wilhelm von Düben och Ulrica von Düben och gift 1794 med en av rikets herrar, överhovstallmästaren friherre Claes Rålamb; som seden var då en kvinna ur högadeln gifte sig med en man med lägre titel än hon själv, behöll hon dock sin titel med tillägg av makens efternamn och kallades "grevinnan Rålamb" trots att maken var friherre och inte greve. Hon var före sitt giftermål hovfröken hos Hedvig Elisabet Charlotta.
Efter sitt giftermål blev hon en ledande medlem av den dåvarande Stockholmsocieteten. Hon var känd för sitt politiska intresse och misstänktes då och då för att ligga bakom politiska intriger. Hedvig Elisabet Charlotta pekade år 1795 ut henne i sin dagbok för misstänkt agentverksamhet. Rålamb hade enligt ryktet ett förhållande med greve Carl Mörner (1755–1821), som var väl sedd vid hovet och välinformerad om det politiska livet. Hon umgicks också med den franske emigranten greve Francois Emanuel Guignard de Saint Priest, som allmänt ansågs vara en agent i rysk tjänst. Rålamb ska ha informerat sig om konfidentiell information från Mörner, och därefter lämnat den vidare till de Saint Priest, som i sin tur rapporterade det hela till Katarina den storas favorit Platon Zubov i Ryssland.
Inför Statskuppen 1809 cirkulerade en nidskrift i Stockholm där olika politiska aktörer karikerades genom att tilldela dem subskriptioner för vissa teaterpjäser. Rålamb, som var den enda kvinna som förekom i listan, gavs där subskriptionen till pjäsen Intrigerna i fönsterna. Enligt Hedvig Elisabet Charlotta var orsaken att Rålamb vid den tidpunkten samlade oppositionen mot Gustav IV Adolf, "kungens argaste vedersakare" hos sig i sin bostad vid Gustav Adolfs torg.
I mars 1812 upptäcktes en konspiration riktad mot tronföljaren Karl Johan. Hans spion Mazér rapporterade att han av traktören Jan Lindbom fått vetskap att en statskupp förbereddes för att mörda Karl Johan och dennes son Oscar natten 13–14 mars. Karl Johan höll förhör med Lindbom, samt hänvisade till adjutanten baron Klinckowström. Denne utpekade Rålamb och hävdade att rådplägningar och stämplingar mot regeringen försiggick i hennes hus. Även flera medbrottslingar vid hovet utpekades, så som greve De la Gardie och hovmästaren Holmgren. Hela affären bedömdes dock snabbt vara uppdiktad eller i vilket fall obevisad. Rålambs påstådda inblandning ledde dock till en konflikt mellan Karl Johan och drottning Hedvig Elisabet Charlotta, som implikerades genom närheten till Rålamb och hovmästare Holmgren.